# شبکه سرزمین‌های وحشی
شبکه سرزمین‌های وحشی (به انگلیسی: Wildlands Network) (که در گذشته به عنوان "پروژه Wildlands" شناخته می‌شد)، در سال ۱۹۹۱ ایجاد شد تا موج انقراض گونه‌هایی را که در سراسر آمریکای شمالی ثبت شده بود متوقف کند. شواهدی مبنی بر اینکه چنین انقراض‌هایی اغلب به دلیل نبود اتصال به زیستگاه میان مناطق حفاظت‌شده موجود تشدید می‌شود [منبع دست اول مورد نیاز است]، سبب اتخاذ یک مأموریت اولیه توسط این سازمان شد که بر پشتیبانی علمی و راهبردی برای ایجاد «شبکه‌هایی از مردم برای حمایت از شبکه‌های سرزمین‌های وحشی پیوسته» تمرکز کند.